# عملیات پلوندر
عملیات غارت (انگلیسی: Operation Plunder) یک عملیات نظامی برای عبور از راین در شب ۲۳ مارس ۱۹۴۵ بود که توسط گروه ارتش بیست و یکم تحت فرماندهی فیلد مارشال برنارد لاو مونت‌گومری آغاز شد.